# The Stooges
The Stooges (noti in un secondo momento come Iggy & The Stooges o Iggy Pop & The Stooges) sono stati un gruppo rock statunitense fondato ad Ann Arbor, nel Michigan, da Iggy Pop, Ron Asheton, Scott Asheton e Dave Alexander nel 1967.
Tra i più influenti gruppi rock di sempre, grazie al sound sporco, ai testi oltraggiosi e alle controverse esibizioni dal vivo, sono considerati, insieme ai Velvet Underground e ai concittadini MC5, tra i principali esponenti del proto-punk e dunque precursori del punk rock (alcuni li ritengono proprio i veri fondatori del movimento). Dopo lo scioglimento avvenuto nel 1974, si sono riformati nel 2003, per poi sciogliersi ancora una volta (apparentemente, definitivamente) nel 2016.
Il gruppo è stato incluso al 78º posto nella lista degli artisti immortali stilata dalla rivista Rolling Stone.

## Storia

### Gli inizi

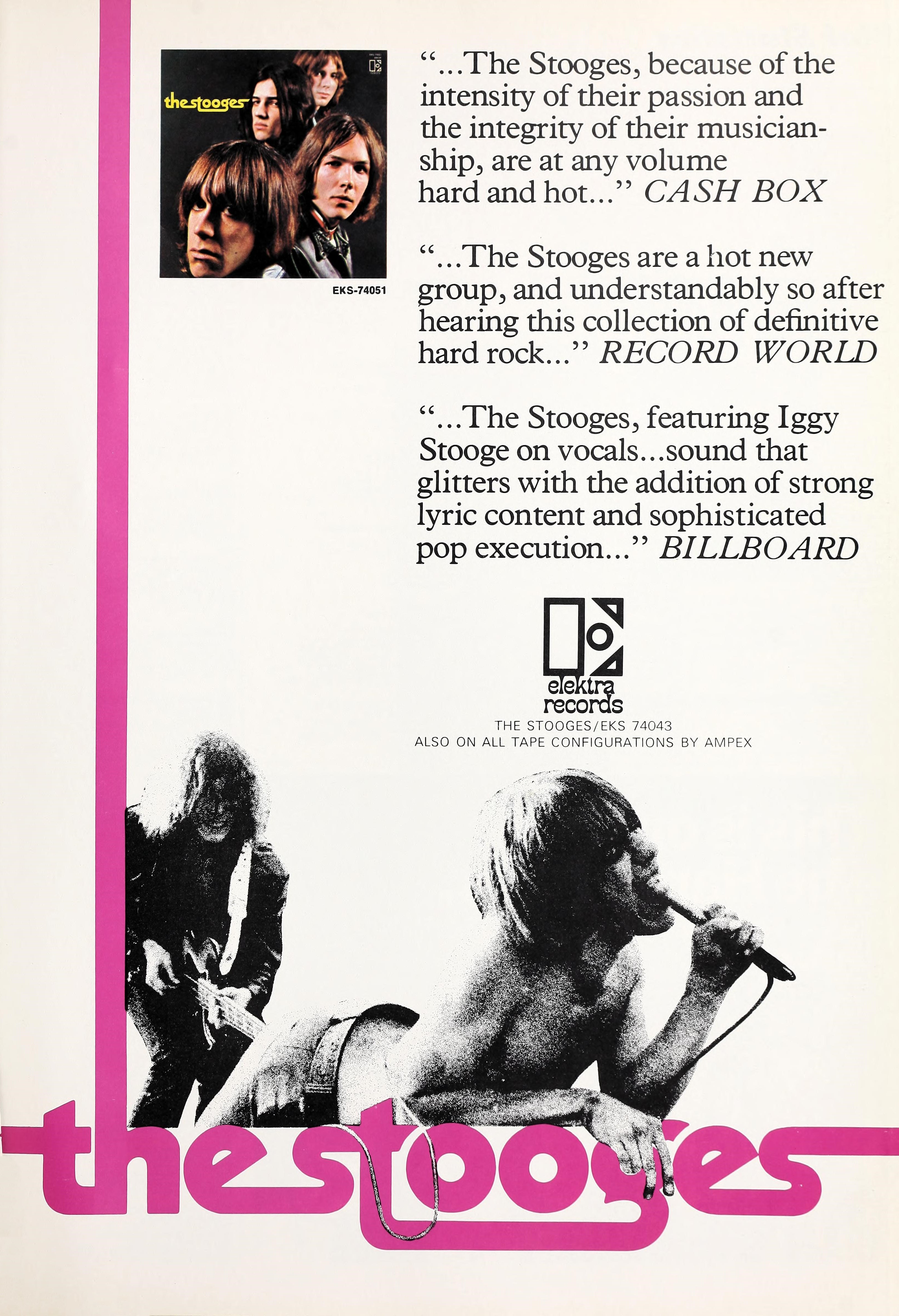
annuncio nella rivista Cash Box del 30 agosto 1969

Gli Stooges vennero fondati nella seconda metà degli anni sessanta da Iggy Pop (vero nome James Newell Osterberg noto come L'Iguana, voce), i fratelli Ron e Scott Asheton (rispettivamente chitarra e batteria), e Dave Alexander (basso).
Iggy Pop, prima della formazione degli Stooges militò in diversi gruppi dell'area di Ann Arbor, città nel Michigan vicina a Detroit, tra i quali The Iguanas (dai quali prenderà il nome Iggy ed il soprannome L'Iguana) e i Prime Movers. L'idea per la formazione del gruppo gli venne dopo aver ascoltato diversi gruppi blues locali, ed essersi trasferito a Chicago per trarre maggiore ispirazione dai gruppi di quella città. A Chicago conosce Sam Lay, batterista di Paul Butterfield, che oltre a trovargli un alloggio gli dà l'occasione di suonare in alcuni concerti insieme a musicisti blues di colore. Fu così che, ispirato dal Chicago Blues e da gruppi come i Doors formò nel 1967 i Psychedelic Stooges, prendendo il nome di Iggy Pop (il nome nacque quando Osterberg si presentò in studio con le sopracciglia rasate, e gli altri componenti del gruppo dissero che somigliava a Jim Popp, un tipo che viveva ad Ann Arbor). Il gruppo debutta all'Università del Michigan il giorno di Halloween del 1967, segnalandosi subito per il carattere oltraggioso e provocatorio dei propri show, durante i quali non di rado Iggy Pop si procurava da solo ferite sul petto e sulle braccia; alcuni considerano il cantante il vero inventore dello stage diving.
Nel 1968 ottengono un contratto con la Elektra Records, e pubblicano l'anno successivo il primo LP omonimo (nel quale Iggy Pop viene accreditato come Iggy Stooge), prodotto da John Cale, viola dei Velvet Underground, gruppo che influenza decisamente il sound del gruppo. Pur non rappresentando un successo, in questo album sono presenti alcuni brani, che non solo identificheranno perfettamente il genere proto-punk degli Stooges, come "No Fun" e "1969", ma che più tardi diventeranno dei veri e propri cavalli da battaglia dello stesso Iggy Pop come "I Wanna be your dog". Il disco non ebbe un elevato successo di vendita (raggiunse all'epoca solo 35 000 copie vendute), anche se il gruppo fece una tournée per promuoverlo, tournée che verrà ricordata soprattutto per le "stranezze" di Iggy Pop. A Cincinnati per esempio, Pop passa parte del concerto in mezzo al pubblico, tornando sul palco cosparso di burro di arachidi, mentre nell'esibizione di Boston oltre ad eseguire il classico campionario di contorsionismi, si taglia il torace facendone fuoriuscire il sangue. L'album inoltre è stato inserito alla 185ª posizione nella Lista dei 500 migliori album secondo Rolling Stone.

### Fun House, Raw Power e la separazione

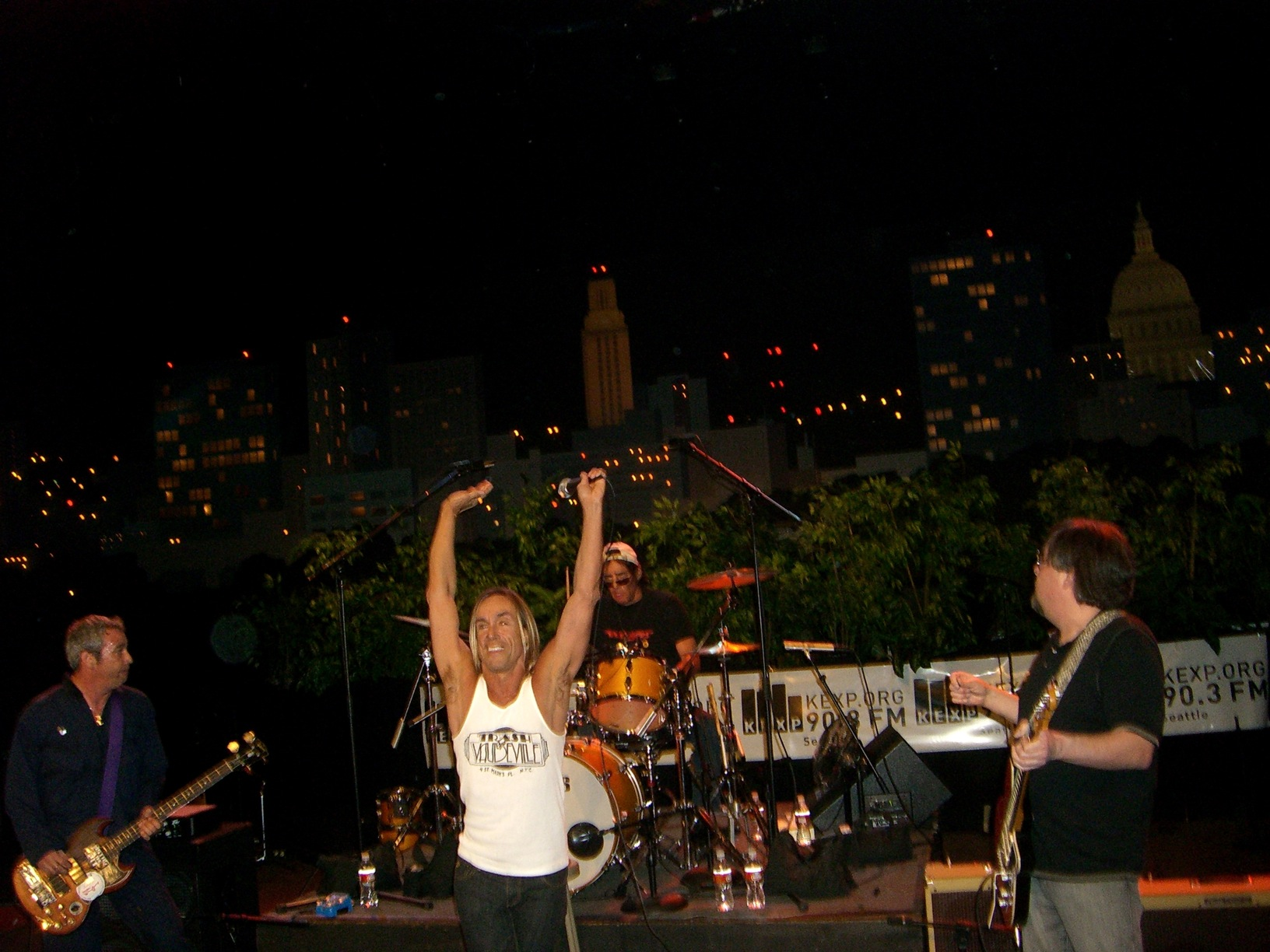
Stooges in concerto a New York.

Il 1970 vede l'uscita del secondo album, Fun House, il cui sound appare, fin dalle prime battute, molto più magmatico e stratificato rispetto a quello del debutto, grazie anche all'attenta produzione di Don Gallucci (già membro dei Kingsmen e di Don &  The Goodtimes). Notevole è l'apporto del sassofonista Steve Mackay che grazie ad ispirati fraseggi free jazz, stravolge il sound della band. Da questo album in poi il frontman si farà chiamare Pop, e non più Stooge. Fun House viene da molti considerato l'album che meglio rappresenta gli Stooges, dato che l'intento del gruppo era quello di riuscire a "catturare" in un lavoro da studio l'energia espressa durante le esibizioni dal vivo. Nonostante questi sforzi, anche Fun House viene accolto tiepidamente sia dal pubblico che dalla critica. Allora il gruppo decise di espandere la formazione, aggiungendo come seconda chitarra James Williamson ed al pianoforte Bob Scheff (che rimarrà nel gruppo per un breve periodo, sostituito successivamente da Scott Thurston). Dave Alexander venne allontanato dal gruppo, e sostituito prima da Zeke Zettner e poi da James Recca. A questo punto, i componenti del gruppo, ed in special modo Iggy Pop, diventano consumatori abituali di droga, e nascono molti problemi interni e con la casa discografica. Le esibizioni del gruppo diventano via via sempre più imprevedibili, con Iggy Pop che spesso non riesce a reggersi in piedi a causa dell'estremo abuso di sostanze stupefacenti. La Elektra scarica quindi il gruppo, che si scioglie per la prima volta. L'album inoltre è stato inserito alla 191ª posizione nella Lista dei 500 migliori album secondo Rolling Stone.
Durante il periodo di inattività, Iggy Pop conosce David Bowie nel 1972, e i due diventano buoni amici. Bowie, all'epoca all'apice della fama per il suo Ziggy Stardust, porterà Pop e Williamson in Inghilterra, e riuscirà a procurare ai due un contratto con la Columbia Records. Pop e Williamson tentano quindi di ricostituire il gruppo con musicisti britannici, ma non trovando nessuno che li soddisfi, richiamano i fratelli Asheton, con Ron che passerà dalla chitarra al basso. Il gruppo, che questa volta prende il nome di Iggy & the Stooges, registra il terzo album, Raw Power, che viene pubblicato nel 1973 ed è prodotto da Tony De Fries, manager di Bowie, che mixerà personalmente il disco. Il mixaggio di Bowie risulterà però penalizzante per l'album, che perderà molta dell'energia rispetto al mixaggio effettuato dallo stesso Iggy Pop, e che non venne accettato dalla MainMan Management, agenzia con la quale Pop era sotto contratto in quel periodo. L'album diventerà successivamente un punto di riferimento per il punk rock primordiale, ma al periodo della sua pubblicazione le vendite furono molto basse, tanto da definirlo un fallimento commerciale. Raw Power verrà prima rimasterizzato nella versione remixata da Iggy Pop nel 1997 e, poi, nella sua versione originaria nel 2010. L'album è stato inserito alla 125ª posizione nella Lista dei 500 migliori album secondo Rolling Stone. In aggiunta a ciò, Kurt Cobain ha affermato che Raw Power era in assoluto il suo disco preferito.
Dopo alcuni mesi di tour, gli Stooges si sciolgono di nuovo nel febbraio del 1974, a causa della dipendenza dall'eroina del frontman. L'ultima esibizione del gruppo verrà fissata sull'album Metallic K.O. (1976).

### Dopo la separazione
- Tre anni più tardi, nel 1977, Iggy Pop ancora con la collaborazione di Bowie pubblicherà gli album The Idiot (parola che in inglese ha una connotazione meno forte che in italiano, e significa pressappoco scemo) e Lust for Life (la canzone Lust for Life è presente nel film Trainspotting), precursori di una lunga carriera solista.
- Scott Asheton entra a far parte della Sonic's Rendezvous Band di Fred "Sonic" Smith (ex MC5) e Scott Morgan (ex Rationals), con i quali incide solamente il singolo City Slang nel 1978[12].
- Ron Asheton forma i New Order (da non confondersi con l'omonimo gruppo inglese) con Dennis Thompson (ex MC5) e nel 1977 entra nei Destroy All Monsters, con i quali inciderà quattro 45 giri. Sempre con Thompson nel 1981 suonerà con i New Race, gruppo di brevissima durata (si formeranno e si scioglieranno nel 1981), insieme a tre componenti dei Radio Birdman (Deniz Tek, Rob Younger e Warwick Gilbert), gruppo che inciderà un unico disco dal vivo, The First and the Last, nel 1982[12].
- Il bassista Dave Alexander dopo l'abbandono del gruppo nel 1970 non avrà nessun'altra collaborazione di rilievo, avrà problemi di alcolismo e morirà a 27 anni di polmonite nel 1975.

### La "nuova" formazione e l'ultimo scioglimento

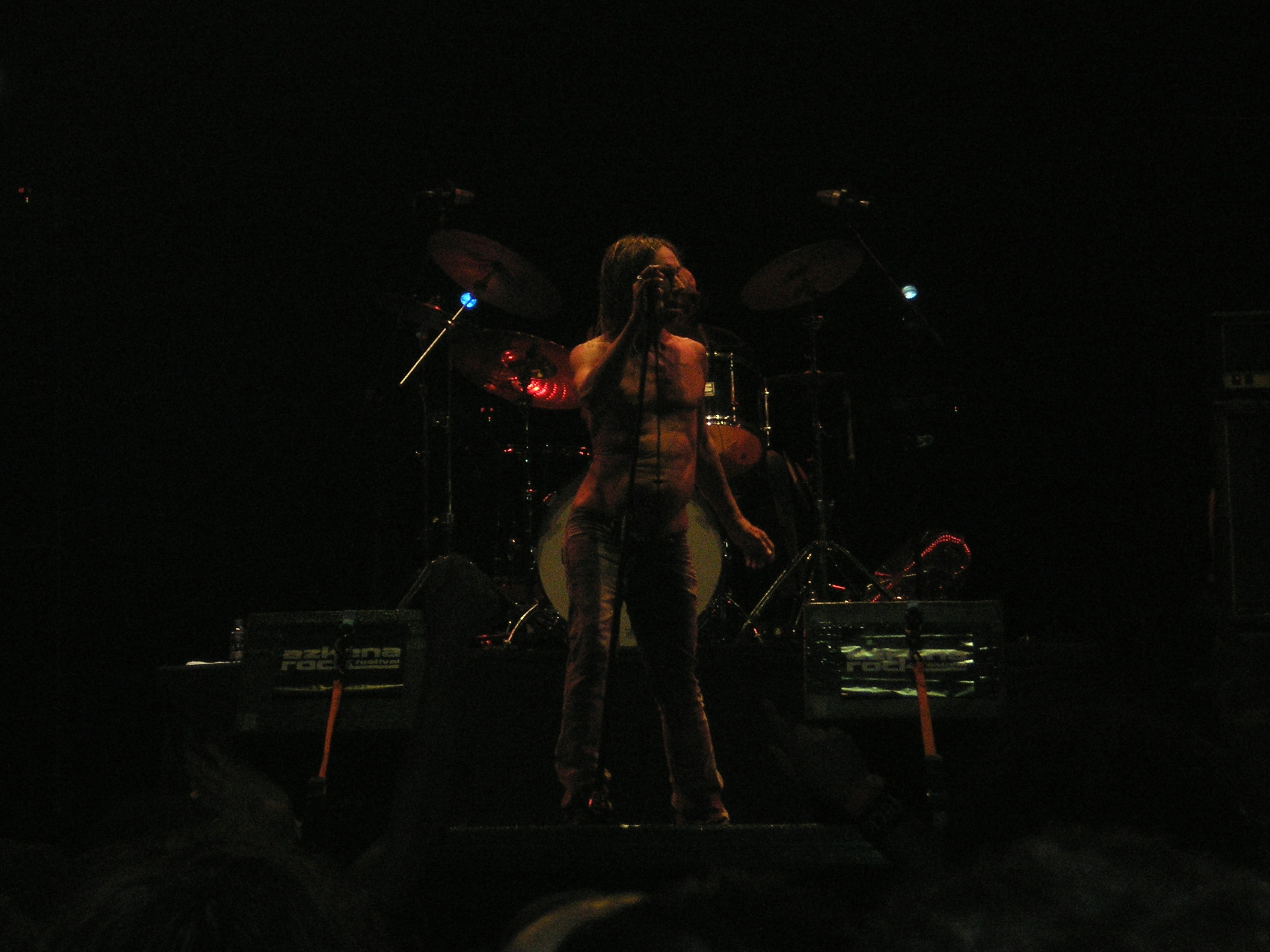
Stooges in concerto in Spagna.

Gli Stooges si riuniscono una terza volta nel 2003 (la formazione include Pop alla voce, i fratelli Asheton alla chitarra e batteria, e il nuovo bassista Mike Watt, ex-componente di Minutemen e Firehose), partecipando alle registrazioni dell'album solista di Iggy Pop, Skull Ring, e riprendendo l'attività live, a cui partecipa anche Mackay. L'esibizione di Detroit venne spostata a causa del black out avvenuto quell'anno in nord America, e successivamente registrata in video e pubblicata nel DVD Live in Detroit (2004). Sempre nel 2004, la rivista musicale statunitense Rolling Stone li inserirà nella classifica  The Rolling Stone Immortals (archiviato dall'url originale il 29 febbraio 2012), classifica che elenca i 100 gruppi fondamentali nella storia del rock and roll, alla posizione 78.
Nell'agosto 2005, la Elektra Records e la Rhino Records ristampano i primi due album degli Stooges (The Stooges e Fun House) in versione rimasterizzata e in doppio CD. Il primo disco presenta la lista tracce originale in versione rimasterizzata, mentre il secondo ospita delle versioni alternative dei pezzi (missaggio alternativo e anche versioni tratte dai singoli). Lo stesso Iggy Pop ha partecipato al processo di produzione e missaggio delle nuove versioni degli album, riuscendo a dare agli album un sound più aggressivo delle versioni originali.
Il gruppo suonò, sempre nell'agosto 2005, tre concerti in diversi festival, e precisamente al festival di Leeds, data seguita il giorno successivo dall'esibizione al Reading festival, esibizione molto attesa e scandita dalla ripetizione del nome "Iggy" da parte del pubblico. L'ultima di queste tre date, il 30 agosto 2005, gli Stooges si esibirono nell'ambito del festival All Tomorrow's Parties all'Hammersmith Apollo di Londra (la loro prima esibizione a Londra dal 1972, in assoluto la loro seconda esibizione nella capitale inglese), eseguendo in ordine cronologico l'intera scaletta dell'album Fun House, seguita da pezzi tratti dal primo album e da Skull Ring. Lo spettacolo registrò il tutto esaurito, e fu recensito in maniera entusiastica da parte della stampa specializzata, e molto apprezzato da parte dei fans, che arrivarono ad invadere il palco.
Nel settembre del 2005 gli Stooges sono stati nominati per l'inserimento nella Rock and Roll Hall of Fame. Nel gennaio 2006, il gruppo ha eseguito diversi concerti in Australia ed in Nuova Zelanda, nell'ambito del Big Day Out festival, oltre ad essersi esibiti in altri festival in Europa e sud America.
L'attività del gruppo, oltre a comprendere le esibizioni dal vivo, si è concretizzata anche nella registrazione di una cover del bluesmen Junior Kimbrough, You Better Run, per un album tributo all'artista. Inoltre è uscito un nuovo disco in studio, The Weirdness, il 6 marzo 2007, e che vede la produzione di Steve Albini.
Nel 2007 inizieranno le riprese di un film biografico sulla carriera musicale di Iggy and The Stooges, intitolato The Passenger, diretto da Nick Gomez, e che vedrà nei panni di Iggy Pop l'attore Elijah Wood (Sin City, l'hobbit Frodo nella trilogia de Il Signore degli Anelli).
Il 6 gennaio 2009 muore in seguito ad un infarto il chitarrista Ron Asheton.
Il 30 aprile 2013 esce il loro quinto album studio, il primo successivo alla morte di Ron Asheton, Ready to Die che comprende 10 nuove tiratissime canzoni, da molti considerato il vero ritorno al proto-punk iniziale.
Il 16 marzo 2014 muore il batterista Scott Asheton.
Il 22 giugno 2016 il chitarrista James Williamson rilascia una dichiarazione ufficiale a nome della band dicendo in sostanza che gli Stooges non esistevano più. Williamson ha aggiunto poi che il girare in tour era diventato stancante, così come cercare di bilanciare il lavoro degli Stooges assieme agli interessi personali di Iggy Pop era un compito sempre più difficile.

## Componenti

### Formazione originaria
- Iggy Pop - voce (1967-1974, 2003-2016)
- Ron Asheton - chitarra (1967-1972, 2003-2009); basso (1972-1974)
- Dave Alexander - basso (1967-1970)
- Scott Asheton - batteria (1967-1974, 2003-2014)

### Ultima formazione
- Iggy Pop - voce (1967-1974, 2003-2016)
- James Williamson - chitarra (1970-1974, 2009-2016)
- Mike Watt - basso (2003-2016)
- Toby Dammit - batteria (2011–2016)

### Ex componenti
- Dave Alexander - basso (1967-1970)
- Ron Asheton - chitarra (1967-1972, 2003-2009); basso (1972-1974)
- Scott Asheton - batteria (1967-1974, 2003-2014)
- Steve Mackay - sassofono (1970-1971, 2003-2015)

### Altri componenti
- Bill Chetham - chitarra (1970-1971)
- Zake Zettner - basso (1970-1971)
- James Recca - basso (1971-1972)
- Bob Scheff - pianoforte (1973)
- Scott Thurston - pianoforte (1973-1974)

## Discografia
- 1969 - The Stooges
- 1970 - Fun House
- 1973 - Raw Power
- 2007 - The Weirdness
- 2013 - Ready to Die

## DVD
- 2004 - Live in Detroit
- 2007 - Escaped Maniacs